# Almacén automático vertical

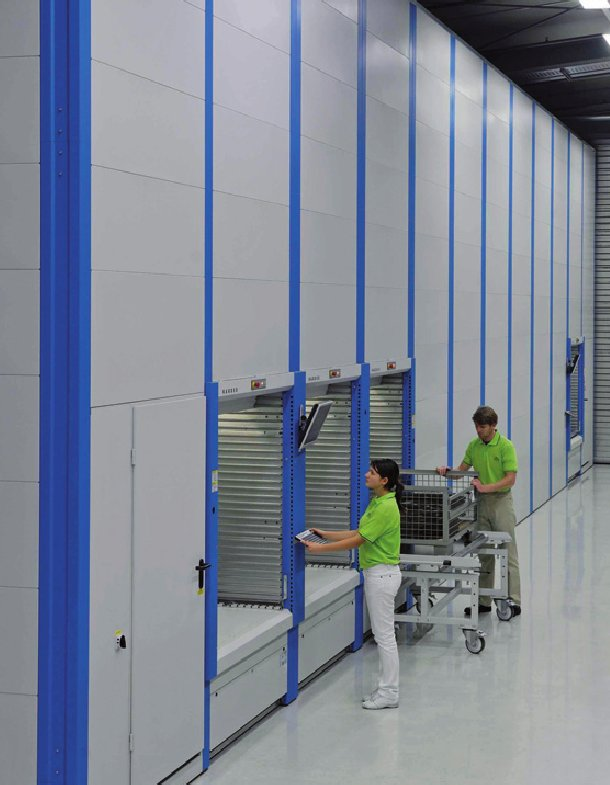
Aspecto exterior de un VLM para cargas pequeñas (sección de entrega y retirada de mercancías)

Un almacén automático vertical o armario automático vertical o VLM(Vertical Lift Module) es un sistema de almacenamiento que aprovecha toda la altura disponible bajo techo. Este sistema es basado en el principio de mercancía al hombre y no al contrario.

El funcionamiento es muy sencillo: el utilizador escoge el producto que quiere, y lo mismo si disloca verticalmente (en la estante o en la lanzadera) hasta el utilizador.

## Ventajas
- Los métodos convencionales de almacenaje necesitan mucho espacio. El diseño compacto del almacén automático permite utilizar toda la altura disponible en la sala.
- Los productos se mueven rápidamente hasta el utilizador (mercancía al hombre), reduciendo las pérdidas de tiempo. Al mismo tiempo, es un método de almacenaminento totalmente ergonómico para el utilizador.
- Los productos almacenados en el almacén automático están protegidos, pudiendo existir control del stock y protección contra accesos no autorizados.[2]

## Aplicaciones
Los almacenes verticales han sido concebidos para aprovechar los metros cuadrados de planta en naves industriales, almacenando producto en altura y presentándoselo al operario, minimizando de esta forma el espacio destinado a pasillos y escaleras en contraposición al usado en una entreplanta de estantería ligera.
Los almacenes automáticos pueden ser utilizados en ambiente industrial o de oficina. Pueden almacenar desde materia prima, a herramientas o producto finalizado.
Los Almacenes automáticos del tipo Vertical son utilizados para almacenar como bien se mencionaba anteriormente los distintos tipos de mercancías, basándose en autómatas programables para su manejo a distancia.
Un almacén automático vertical puede trabajar como una unidad autónoma dentro de una fábrica o de un centro logístico o puede estar enlazado con los sistemas informáticos del centro para trabajar de forma coordinada con el resto de manipuladores, carretillas elevadoras o transelevadores y trabajar siendo parte de una cadena logística automática.

## Automatización
El sistema informático (sea una fábrica o de un centro logístico) posee un software que controla todos los movimientos de palés o mercancías que se realizan en el centro, teniendo en cuenta movimientos que se realicen entre distintos almacenes del centro, mercancías que han de enviarse a la sección de expediciones, mercancías hacía los departamentos de picking, entradas de mercancías que han de ser almacenadas, suministro de materiales a las cadenas de montaje, retirada de productos terminados de las cadenas con destino a almacenaje, etc y este calcula qué movimientos son más prioritarios y da las órdenes a todos los manipuladores (incluidos los almacenes automáticos verticales) que existen en el centro para que cada mercancía llegue a su destino.
Todos los palés o unidades de almacenaje llevan incorporada una pegatina con un código de barras (u otro sistema) y a través de lectores, el sistema tiene identificados todos los palés del centro, las existencias y sabe en qué posición de la estantería se encuentra cada uno, pudiendo garantizar una perfecta trazabilidad de todas las mercancías o incluso a la hora de hacer expediciones sacar los productos con la fecha de caducidad más atrasada.